# ГЕС Бісорт
ГЕС Бісорт (фр. Bissorte) — гідроелектростанція на південному сході Франції, що працює на ресурсі приток середньої течії річки Арк (ліва притока Ізеру, який в свою чергу є лівою притокою Рони). При цьому південна (ліва) сторона долини Арку на даній ділянці відноситься до Котських Альп, а північна (права) — до Грайських Альп.
Головне водосховище гідрокомплексу створене на лівій притоці Арку Bissorte. Його утримує бетонна гравітаційна гребля із мурованим захисним облицюванням висотою 63 метри, довжиною 545 метрів та товщиною від 5 до 55 метрів, будівництво якої потребувало 305 тис. м3 матеріалу. Це дозволило утворити водойму площею поверхні 1,16 км2 із об'ємом 39,5 млн м3, до якої окрім прямого стоку подається ресурс з інших лівих приток Арку — зі сходу із сточища Charmaix (три водозабори) та з заходу із сточища Neuvache (також три водозабори). Крім того, транзитом через долину Арку подається ресурс із двох водозаборів у сточищі правого притоку Bonrieu.
Від водосховища до машинного залу вода подається через дериваційний тунель, який забезпечує напір у 1144 метри. Зал обладнано трьома турбінами типу Пелтон потужністю по 25 МВт, що вироблять 140 млн кВт-год електроенергії на рік.

## Станція в період Другої Світової війни
Введена в експлуатацію у 1935 році, ГЕС Бісорт на той момент була найпотужнішою серед численних станцій долини Maurienne, що відігравала особливу роль у виробництві французького алюмінію. За кілька років почалась Друга Світова війна, під час якої командування союзників вивчило можливість включення греблі Bissorte до списку цілей повітряної операції CHASTISE. Її руйнація могла не тільки зменшити виробництво у «алюмінієвій долині», але й перервати залізничні перевезення на напрямку Mont Cernis. Втім, значна загроза для французьких мешканців регіону змусила віднести греблю до цілей, які будуть атаковані лише за особливої потреби.
Зате наприкінці літа 1944 року, під час відступу німецьких військ через Альпи до Італії, останні розпочали кампанію з масштабної руйнації інфраструктури, включаючи гідроелектростанції долини Maurienne. Всі три гідроагрегати ГЕС Bissorte виявились знищеними, також серйозні пошкодження отримала будівля машинного залу.